# Jan Vymětal
Jan Vymětal (12. června 1945 Praha – 7. listopadu 2023 Praha ) byl český klinický psycholog a psychoterapeut a vysokoškolský pedagog. Své studium psychologie započal roku 1965 na Filozofické fakultě Univerzity Karlovy. Dále se vzdělával v rogersovské psychoterapii, pedagogice, a to na univerzitě v Hamburku. Po ukončení studia pracoval 20 let jako klinický psycholog a psychoterapeut v lůžkových a ambulantních zařízeních. Později začal působit jako vysokoškolský pedagog (odborný asistent) a posléze jako profesor na dnešní 1. lékařské fakultě Univerzity Karlovy v Praze. V roce 1998 byl jmenován přednostou Ústavu humanitních studií v lékařství 1.LF UK.
Zasloužil se o rozšíření psychologických disciplín a humanitních oborů ve výuce studentů medicíny. Podporoval mezinárodní výzkumnou spolupráci mezi univerzitami. Dále se zabýval obecnými modely psychoterapie. Nadto celoživotně zdůrazňoval důležitost holistického přístupu. Je autorem několika učebnic zaměřených na psychoterapii.

## Mládí a studium
Narodil se v Praze do rodiny poštovního úředníka. Z důvodu perzekuce způsobené komunistickým režimem se Jan Vymětal učil dva roky na Odborném zahradnickém učilišti v Praze – Malešicích, poté pokračoval ve studiu na Střední zemědělské technické škole, obor zahradnictví (původně Vinařsko-ovocnická škola) na Mělníce. Studium zakončil maturitní zkouškou v roce 1965. Následně začal studovat na Katedře psychologie Filozofické fakulty Univerzity Karlovy pětiletou jednooborovou psychologii s titulem promovaný psycholog (1965–1970), kdy mu u přijímacích zkoušek pomohlo zařazení mezi dělníky, jelikož se předtím učil zahradníkem. 
V roce 1973 na Filozofické fakultě Univerzity Karlovy získal titul PhDr. Souběžně se studiem na FF UK studoval Univerzitu Hamburk (1968–1969) se zaměřením na rogersovskou psychoterapii (Gesprächspsychotherapie) a pedagogiku, obojí vedl Prof. Dr. Reinhard Tausch, (1921–2013) a filozofii vědy, kterou přednášel prof. Carl Friedrich von Weizsäcker (1912–2007). Po téměř dvouletém pobytu v Německu se pak vrátil do okupované republiky v přesvědčení, že zde využije získaných poznatků ve směru “zúčastněného pozorovatele” a rozvoje psychoterapie.

## Důvody pro studium psychologie
Jan Vymětal se zajímal o noetiku, přičemž došel k názoru, že klíčem k lidskému poznání a poznání světa vůbec, je především psychologie. K tomuto dospěl díky zájmové činnosti, jako byly přednášky z dějin umění, jazykové kurzy němčiny a ruštiny atd., které navštěvoval během svých učňovských let. Během čtyřletého studia zahradnické školy na Mělníku dojížděl do Prahy na přednášky z filozofie, které pořádala Městská lidová knihovna. Vedl je Milan Machovec (1925–2003), přednášejícími byli Zbyněk Fišer (pozdější Bondy; 1930–2007), Jaroslava Pešková (1929–2006) a další. Odehrávala se zde i další setkání s významnými západoevropskými intelektuály jako byli Roger Garaudy (1913–2012), Jean-Paul Sartre (1905–1980).
Těchto setkání se zúčastňoval i Jan Patočka (1907–1977), který pomáhal s překladem z francouzštiny. Dalším důvodem zájmu Jana Vymětala o psychologii byla okolnost životního období adolescence, k němuž patřil hodnotový perfekcionismus, hledání a porozumění sobě. Jan Vymětal svého pobytu na zahradnickém učilišti nikterak nelitoval, jelikož jak sám uváděl, tak přírodu má rád a zahradnictví ho zaujalo.

## Osobní život

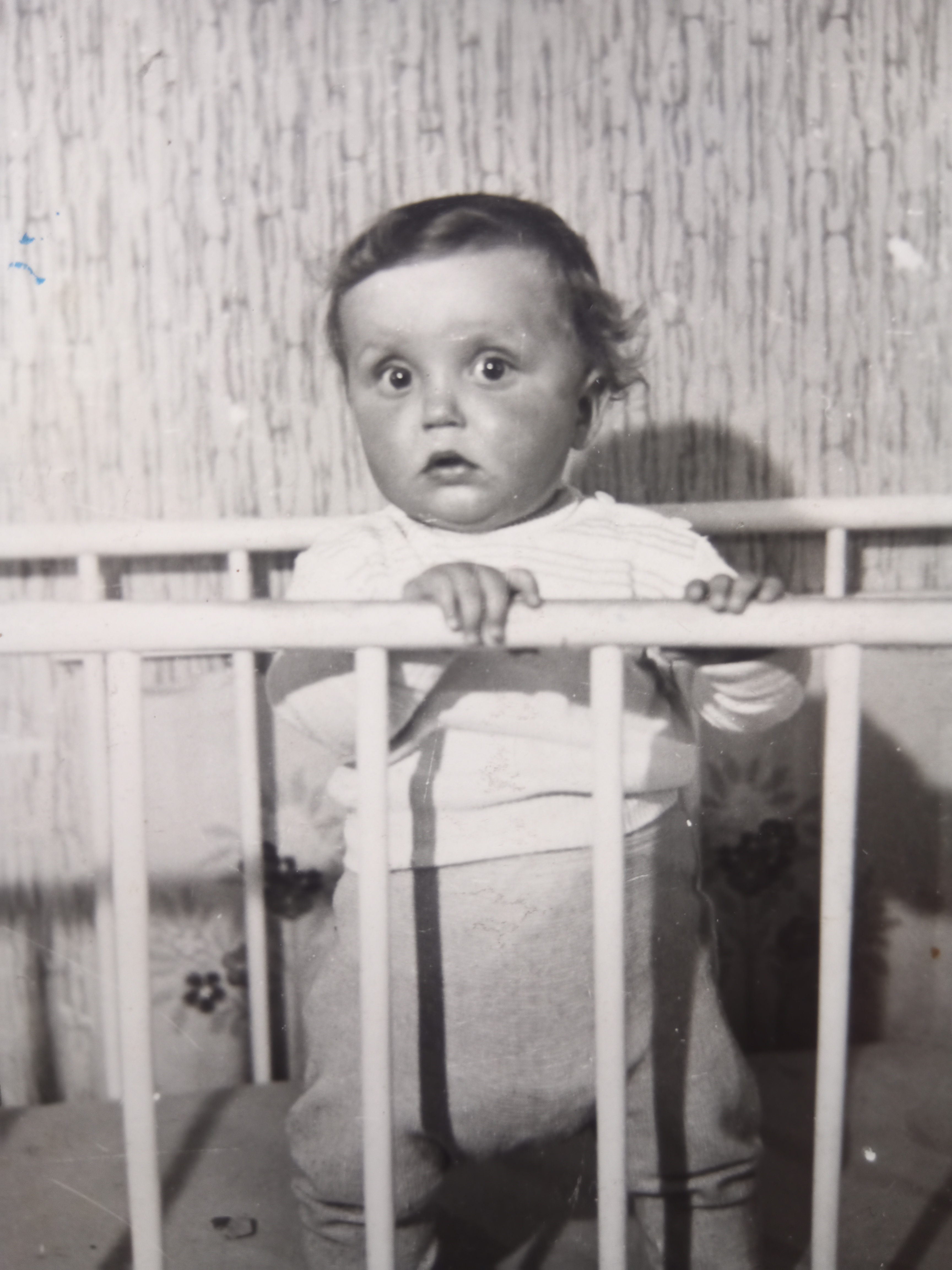
Prof. PhDr. Jan Vymětal v devíti měsících života

Jan Vymětal byl dvakrát ženatý: S textilní výtvarnicí Kateřinou Kočkovou (1970 – 1974) měl syny Mgr. Mikuláše Vymětala, PhD (1971), který je evangelickým farářem pro menšiny a PhDr. Štěpána Vymětala, PhD. (1972), jež je taktéž psychologem se zaměřením na psychologii mimořádných událostí a krizového řízení. S dětskou psycholožkou Mgr. Janou Vymětalovou (1947) měl syna Bc. Aleše Vymětala (1974), který podniká v IT technologiích jako grafik.

## Profesní život

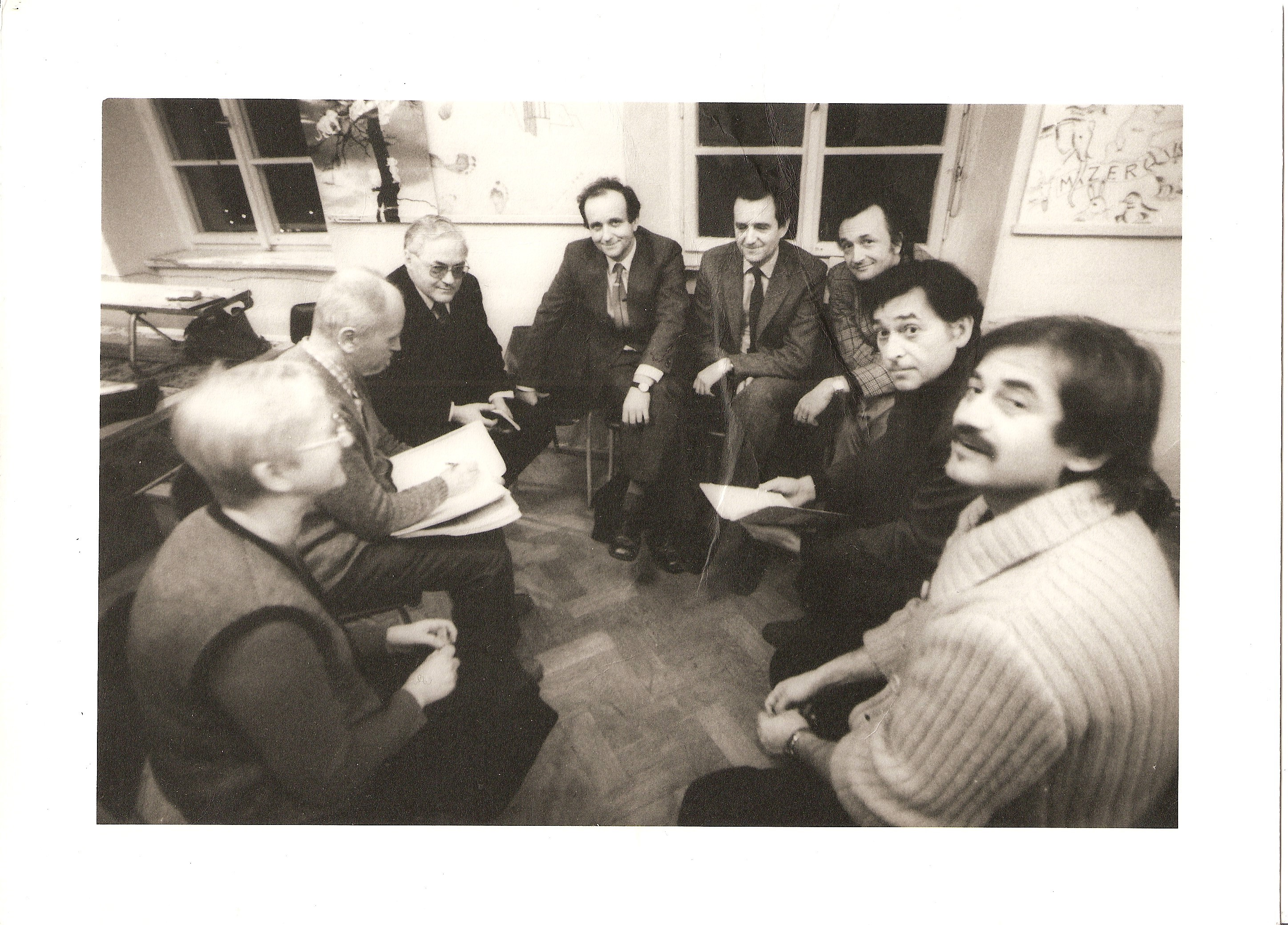
Zasedání Kabinetu psychoterapie (1978); doc. MUDr. Jaroslav Skála (2. zleva), Prof. PhDr. Jan Vymětal (5. zprava)

Jan Vymětal svých prvních 20 let profesionálního života strávil jako klinický psycholog a psychoterapeut v praxi. Pracoval v Psychiatrickém lůžkovém oddělení v Sadské u Nymburka (1970–1975), v Oddělení dětské a dorostové psychiatrie KÚNZ v Praze (1975–1976), následně v Psychiatrické nemocnici v Kosmonosích (1978–1982) a na Psychiatrickém oddělení OÚNZ na Praze 4.
Přestože nepůsobil v rámci akademické instituce, intenzivně se zabýval i teorií a publikační činností. Pracoval také na Lince důvěry (1978–1982), kterých bylo do roku 1989 pouze 12 v celém Československu. Později pak napsal knihu Duševní krize a psychoterapie na toto téma. V rámci Psychiatrické nemocnice v Kosmonosech tamější Linka důvěry vydávala vlastní Edici, do které Jan Vymětal přispíval. V Edici byly vydávány jak původní odborné texty, tak překladová literatura.
Jan Vymětal také v této době přispíval do edice Psychoterapeutické sešity (1979–1990) pod Kabinetem (později Institutem) psychoterapie (v té době pod vedením MUDr. Jaroslava Skály (1916–2007), která vycházela jako psychoterapeutická pomůcka. Příkladem mohou být Vymětalovy publikace Výcvik v psychoterapii rozhovorem (1979) a Empatie - porozumění vcítěním (1982).

## Akademická činnost

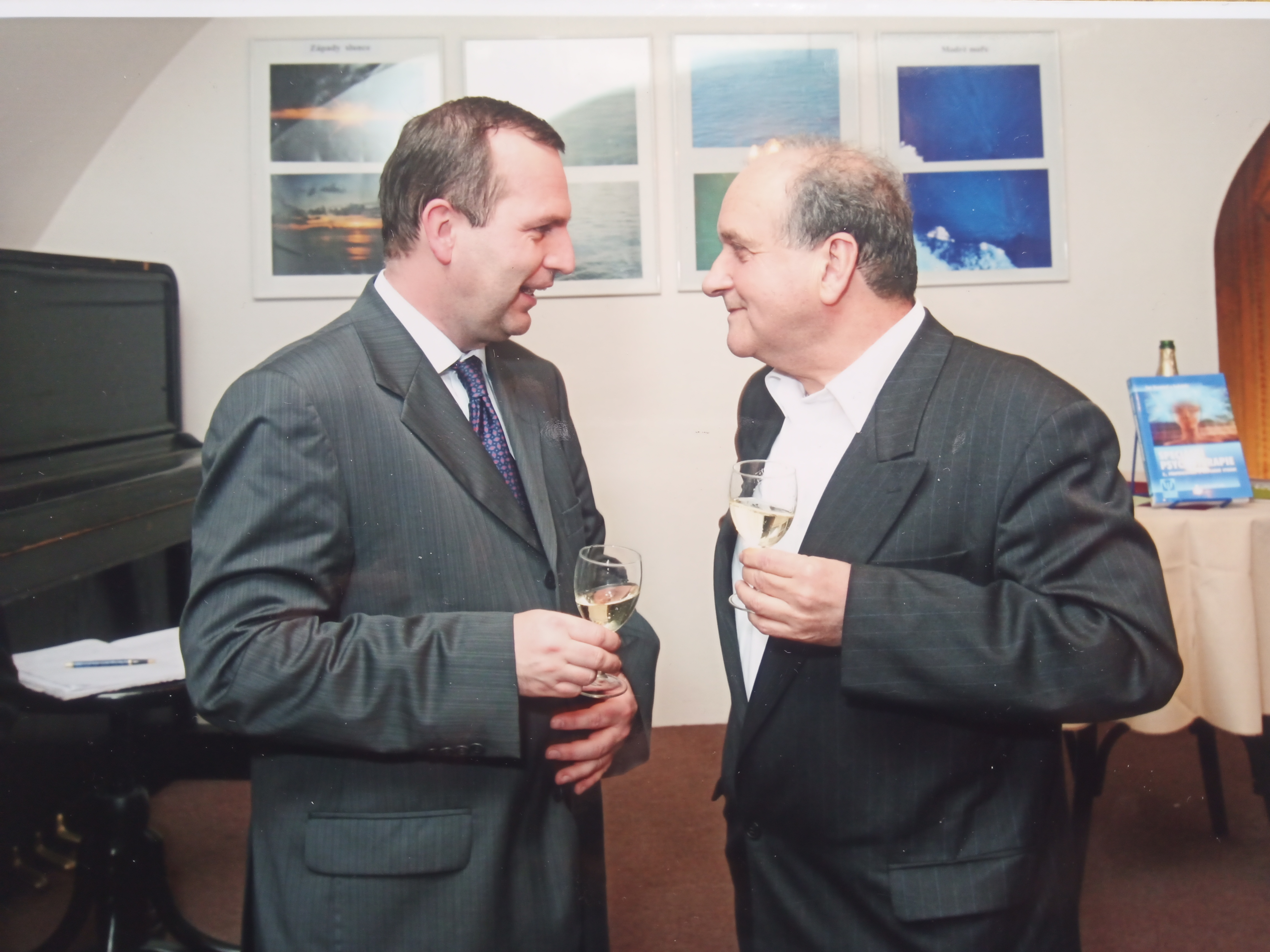
Křest učebnice Speciální psychoterapie (duben 2007), vlevo tehdejší děkan 1. lékařské fakulty Univerzity Karlovy Tomáš Zima (* 1966), napravo Jan Vymětal

Jan Vymětal zahajoval svoji akademickou kariéru na půdě 1. lékařské fakulty Univerzity Karlovy r. 1990. Stál společně s Dr. Jiřím Němcem, MUDr. Janem Paynem a MUDr. Radkinem Honzákem u vzniku Ústavu humanitních studií 1. LF UK a až do své smrti zde profesionálně působil (33 let). Mezi lety 1998–2008 byl jeho přednostou. Ústav humanitních studií zaštituje výuku lékařské psychologie a psychoterapie, psychosomatiky, lékařské etiky a filozofie medicíny. Pan profesor Vymětal zde vyučoval lékařskou psychologii a psychoterapii. V rámci těchto předmětů vydal dvě monografie, které dosud slouží jako povinná literatura u předmětu Lékařská psychologie a psychoterapie, jež se na 1. lékařské fakultě vyučují.
Za jeho vedení se stala povinnou státní závěrečná zkouška z psychologie a psychoterapie, ale ta byla v rámci reorganizace později zrušena. Za jeho působení byla založena Psychologická a psychoterapeutická poradna pro studenty, zaměstnance i jejich rodinné příslušníky, která funguje pod ÚHSL. Roku 1998 mu byl přidělen výzkumný záměr s názvem „Cíle medicíny: kvalita života“, který byl úspěšně ukončen a obhájen r. 2004. V rámci tohoto výzkumu bylo zrealizováno zřízení psychofyziologické laboratoře a zavedení klinické výuky lékařské etiky a filozofie medicíny.
Jan Vymětal obhájil v roce 1993 habilitační práci na Univerzitě Palackého v Olomouci, kde se následně stal také r. 1998 profesorem klinické psychologie.

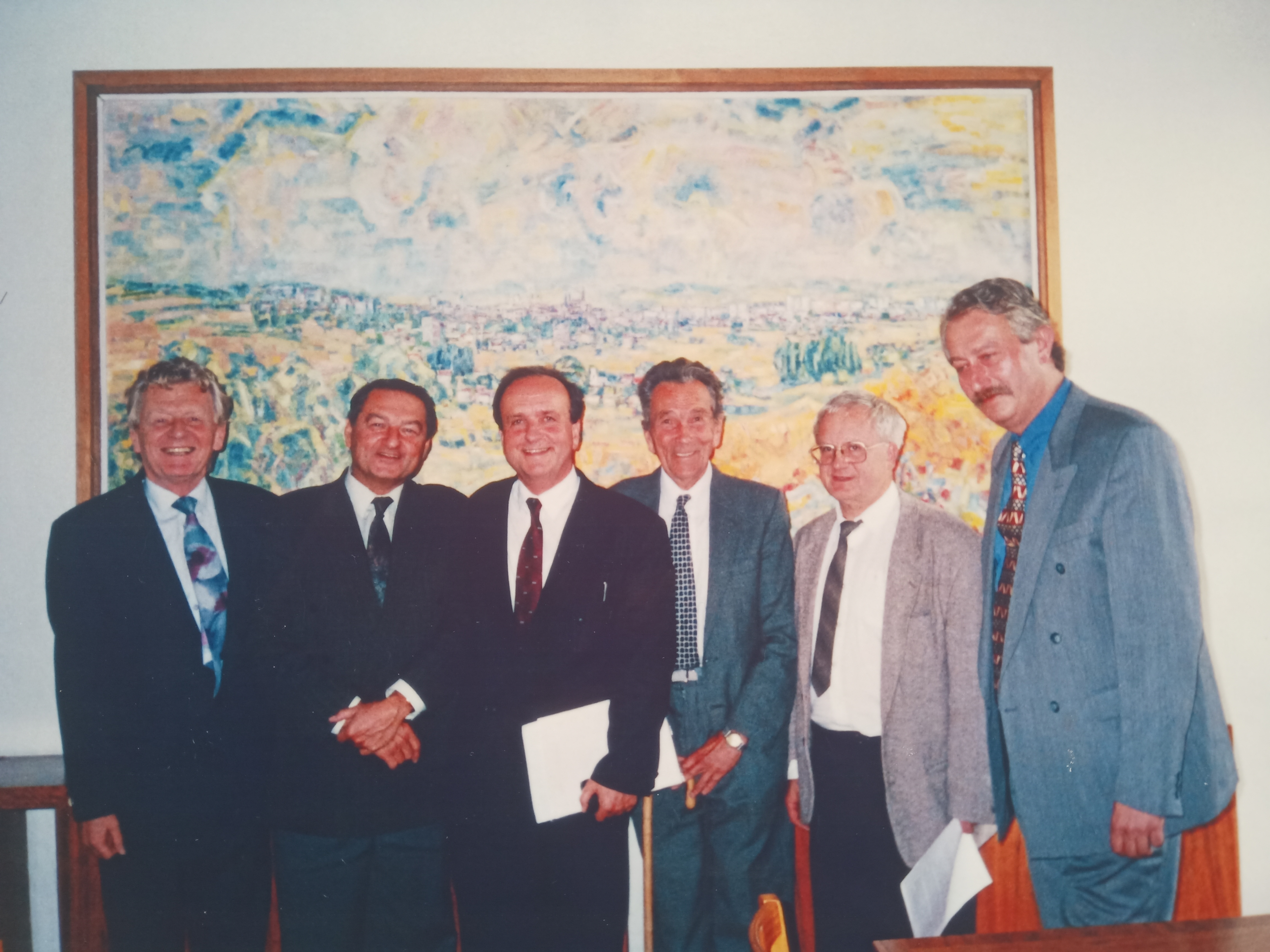
zleva: Stanislav Kratochvíl, Mirek Svoboda, Jan Vymětal, Zdeněk Matějček, Vladimír Smékal, Vladimír Řehan

Jako absolvent Rogersovského psychoterapeutického výcviku byl Vymětal rovněž celoživotním propagátorem (rogersovské) psychoterapie zaměřené na člověka. Rogersovská terapie je nedirektivní terapeutická metoda, která především propaguje klientovu nezávislost, možnost volby a základní potřebu seberealizace a růstu. Řadí se tak v opozici k behaviorismu či psychodynamickým terapiím (humanistické psychologii, která vychází (nejenom) z Rogersova učení, se přezdívá „třetí síla v psychologii“, první a druhou jsou výše zmíněné). Jan Vymětal se snažil nedirektivní terapii převést do českého prostředí a obeznámit českou psychologii s Rogersovými koncepty. Napsal tedy dvě souhrnné knihy na toto téma Rogersovská psychoterapie a Rogersovský přístup k dospělým a dětem. V souvislosti s nedirektivní terapií byl také garantem a supervizorem PCA Institutu v Praze (Institut pro psychoterapii a poradenství zaměřené na člověka).
V rámci svého působení Jan Vymětal také převedl (spolu se Simonou Hoskovcovou) Regensburský inventář analýzy inkongruencí (RIAI), což je dotazníková a terapeutická metoda, jejímž účelem je vyhodnotit typ inkongruence (jako je například sociální, dispoziční ad.), podle kterého následně může být určen způsob terapie. Dotazník je možné použít kdykoliv v terapii – buď na počáteční určení směru terapie či na evaluaci metod, které terapeut používá. Dotazník pak byl využíván i k následné vědecké činnosti (Specifické struktury prožívání u pacientů léčených psychoterapií).
I v důchodovém věku byl stále zaměstnancem 1. lékařské fakulty Univerzity Karlovy. Působil také v etické komisi PVŠPS, kde hodnotil vědecké výzkumy. Přispíval do různých časopisů, např. Psychoterapie, Československá psychologie.